# 吳前
吳前（1994年7月7日—），中國男子職業籃球運動員，目前效力於中國男子籃球職業聯賽的浙江金牛，場上主要位置為得分後衛。
吳前曾在2017年代表中國國家籃球隊參加於黎巴嫩舉辦的2017年亞洲盃籃球賽，並獲得第五名的成績。

## 外部連結
- 吳前在fiba.basketball（英语）
- 吳前在archive.fiba.com（archived）（英语）
- 吳前在中国男子篮球职业联赛
- 吳前在Basketball-Reference.com（國際）（英语）
- 吳前在Eurobasket.com（球員）（英语）
- 吳前在RealGM（英语）
- 吳前在Proballers（英语）
- 吳前在中国篮球数据库（新浪网）